# Michael Chaves
Michael Chaves (Los Angeles, 3 novembre 1984) è un regista statunitense, noto principalmente per aver diretto i film La Llorona - Le lacrime del male, The Conjuring - Per ordine del diavolo, The Nun II e The Conjuring - Il rito finale.

## Carriera
Chaves ha iniziato la sua carriera nel 2009 dirigendo diversi cortometraggi, tra cui The Maiden nel 2014, vincitore del Miglior cortometraggio horror allo Shriekfest 2016.
In seguito ha diretto i lungometraggi horror La Llorona - Le lacrime del male e The Conjuring - Per ordine del diavolo, rispettivamente il sesto e l'ottavo capitolo della saga di The Conjuring ed entrambi prodotti da James Wan.
Chaves dirigerà un altro film horror, The Reckoning, prodotto da Michael Bay, Bradley Fuller e Andrew Form, e sceneggiato da Patrick Melton e Marcus Dunstan.

## Filmografia

### Cinema

#### Regista
- Worst Date Ever - cortometraggio (2009)
- Regen - cortometraggio (2010)
- Make Note of Every Sound - cortometraggio (2014)
- The Maiden - cortometraggio (2016)
- La Llorona - Le lacrime del male (The Curse of La Llorona) (2019)
- The Conjuring - Per ordine del diavolo (The Conjuring: The Devil Made Me Do It) (2021)
- The Nun II (2023)
- The Conjuring - Il rito finale (The Conjuring - Last Rites) (2025)

#### Sceneggiatore
- Regen, regia di Micheal Chaves - cortometraggio (2010)
- The Maiden, regia di Micheal Chaves - cortometraggio (2016)

#### Montatore
- Worst Date Ever, regia di Micheal Chaves - cortometraggio (2009)
- Regen, regia di Micheal Chaves - cortometraggio (2010)

#### Produttore esecutivo
- The Maiden, regia di Micheal Chaves - cortometraggio (2016)

#### Effettista
- Massacre Lake, regia di Micah Gallo - cortometraggio (2014)

### Televisione

#### Regista
- Chase Champion - serie Tv, 11 episodi (2015)

#### Sceneggiatore
- Chase Champion - serie Tv, 11 episodi (2015)

#### Effettista
- The Guild - serie Tv, 2 episodi (2010)

### Videoclip
- Bury a Friend di Billie Eilish (2019)